# Gare de Vénissieux
Gare de Vénissieux vasútállomás Franciaországban, Vénissieux településen.

## Vasútvonalak
Az állomást az alábbi vasútvonalak érintik:
- Lyon-Perrache-Grenoble-Marseille-vasútvonal

## Kapcsolódó állomások
A vasútállomáshoz az alábbi állomások vannak a legközelebb:
- Gare de Lyon-Jean Macé (Lyon-Perrache pályaudvar)
- Gare de Saint-Priest (Gare de Marseille-Saint-Charles)
- Gare de Lyon-Part-Dieu (Gare de Lyon-Part-Dieu)